# Arolla

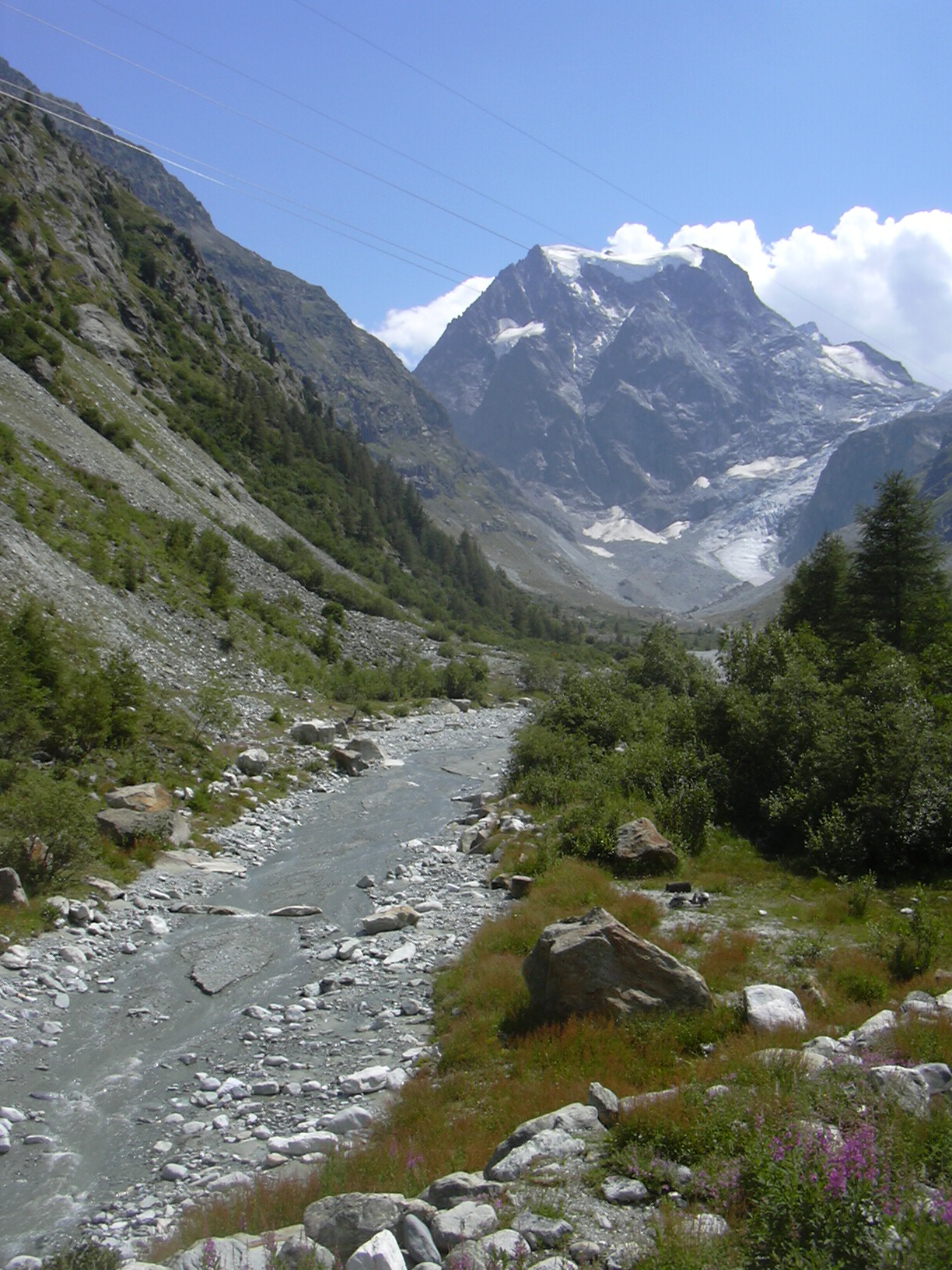
Valle del Borgne de Arolla: Vista al Pico Collon

Arolla es un lugar de la Suiza francófona. Pertenece al municipio de Evolène, en el distrito de Hérens del cantón del Valais.

## Historia
Antigua zona de pastos de verano de alta montaña. Se la menciona en el siglo XIII en que la zona pertenece a los nobles de Raron, pasando luego a ser propiedad del obispo de Sion, Walter Supersaxo. Este último se la transmitió al episcopado que conservó gran parte del territorio hasta 1875. La región está atravesada por la vía que lleva al Pico Collon (3130 m), antiguo paso entre el Valais y el Valle de Aosta, progresivamente abandonado con el progreso de los glaciares entre los siglos XVII y XIX. En el siglo XVIII se transformó en un punto de encuentro de botánicos y geólogos, a continuación de lo cual se inició su desarrollo como centro de deportes de invierno y de montaña.

## Ubicación
Arolla está a 1998 msm, en la parte final superior del valle de Hérens, a 2 km al norte del glaciar de Arolla, alrededor del Pico Collon, de 3637 m de altura. Los picos vecinos, entre 3600 y 4000 m de altura son, hacia el noroeste las Agujas Rojas de Arolla de 3646 m, picos conocidos hacia el sudoeste el Pigne de Arolla, 3796 m, el Mont Blanc de Cheilon, 3870 m, y La Ruinette, 3875 m. Hacia el sur de este sistema de glaciares están los Alpes Peninos, que transcurren por la frontera italiana.
En los glaciares bajos están las fuentes del río Borgne, el Borgne de Arolla, que se une, a la altura de Les Haudères, con las aguas que proceden del Borgne de Ferpècle (que nacen al sudeste, en el glaciar de Ferpècle.

## El lugar

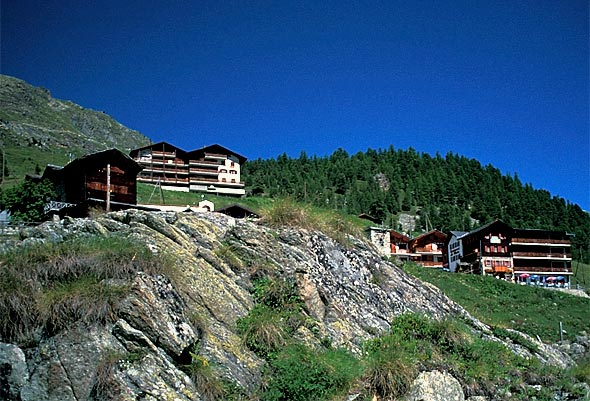
La localidad de Arolla

La que ya fue habitada en la Edad Media, fue redescubierta por alpinistas en el siglo XIX.
Sucesivamente fueron construidos varios hoteles y albergues. En 1865 Jean Anzévui levantó el Hotel Mont Collon. En 1898 el Grand Hôtel y Casino (Jean Gaspoz). En 1911 Antoine Mëtrailler edificó el Hôtel du Pigne. En 1912 el Hotel Victoria, actualmente llamado Aiguille de la Tsa (Pico de la Tsa) (constructores Antoine Forclaz y los hermanos Follonier). Por último, el  Hôtel du Glacier (Jean Anzévui). Arolla se hizo famoso como lugar turístico a raíz de la construcción de la vía de acceso, realizada por la compañía eléctrica Grande Dixence, a principios de los años 60 del siglo XX; se construyeron apartamentos de vacaciones y telesquíes.
Actualmente se considera un lugar no afectado por el turismo masificado, ubicado en un lugar idílico, al que en verano acuden excursionistas y montañeros, y en invierno esquiadores de pista y de fondo y excursionistas con raquetas de nieve.
En 1963 se construyó una estación de bombeo en la cabecera del río Borgne d'Arolla (en donde está el aparcamiento para los excursionistas que suben a los glaciares). Se creó un embalse (Grande Dixence) que abarca una superficie de 420 km² y que está entre los cinco del mundo ubicados a más altura. Esta instalación eléctrica, que tiene una red de galerías subterráneas de 100 km, recoge el agua de más de 50 glaciares entre el Macizo del Mischabel y el Mont Gélé. El túnel de conexión de Arolla hacia la línea principal de conducción tiene 312 metros de largo.

## Acceso
Hasta mediados del siglo XX para llegar a Arolla de la Sage solo se había caminos de herradura. En 1959 el trayecto motorizado solo se podía hacer con vehículos todoterreno.
La sociedad eléctrica Grande Dixence llevó en 1960 hasta La Gouille una nueva carretera y desde la cual construyó carreteras secundarias para camiones. A partir de 1968 la carretera se empezó a abrir también durante el periodo invernal. Durante los siguientes años, y para proteger la carretera de los aludes, se construyeron numerosos falsos túneles.

## Deportes de verano

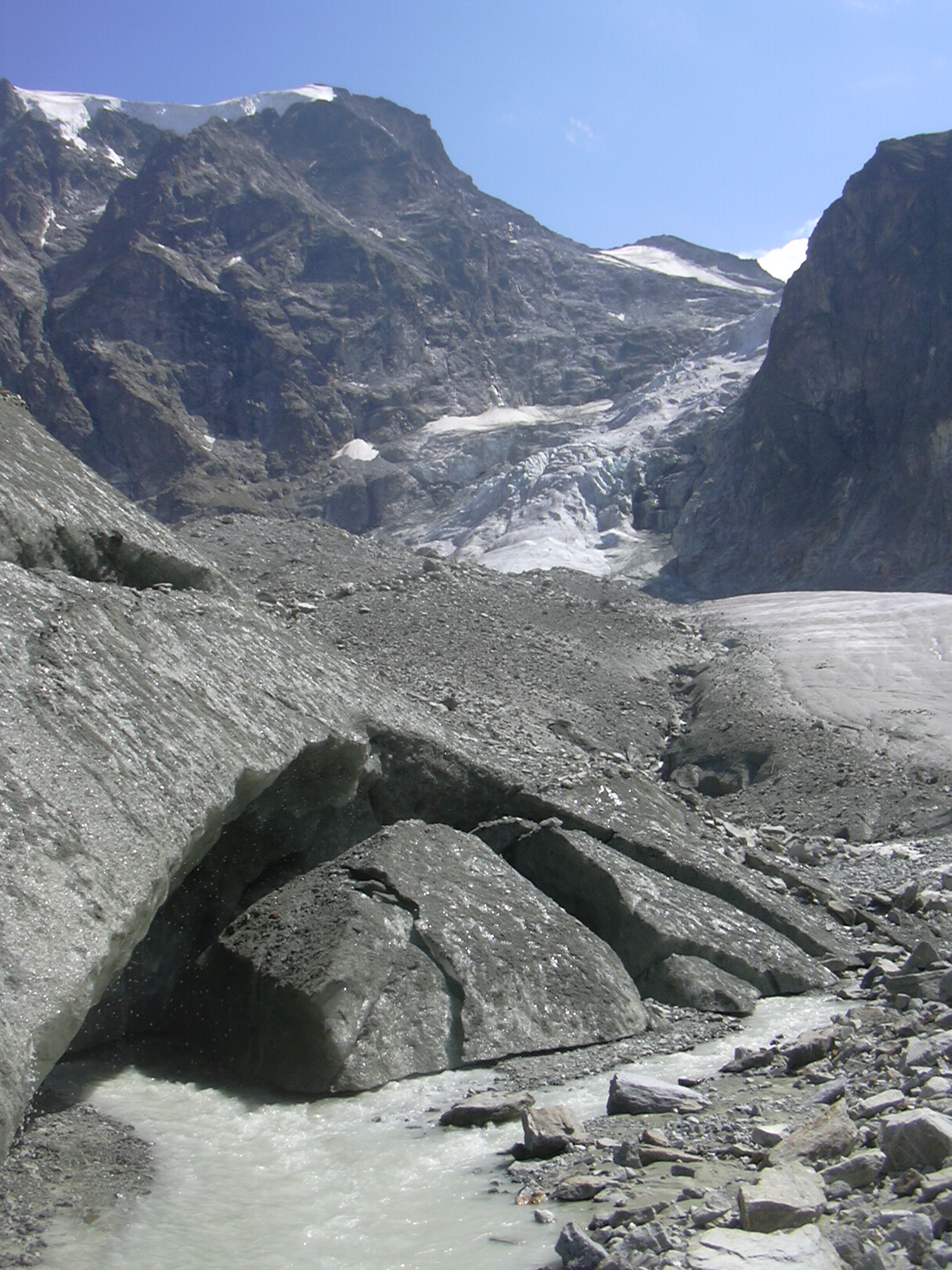
Parte inferior del glaciar de Arolla: fuente del río Borgne d'Arolla

En verano Arolla es conocido como lugar para realizar senderismo de montaña y para la práctica del alpinismo.
- Lac Bleu (Lago Azul) y Cabane des Aiguilles Rouges (Cabaña de los Picos Rojos).
- Lac des Dix y Cabane des Dix
- Partes inferior y superior de glaciar de Arolla: actividades de cruce del glaciar y ascensiones.
- Travesías: Ruta del Cervino, que se rodea en aproximadamente una semana.
- Travesías: Ruta del Val d'Hérens.
- Etapa de la mundialmente conocida Haute Route, ruta internacional a gran altura que va Chamonix (Francia) a Zermatt (Suiza).

## Deportes de invierno
Las zonas de esquí están entre los 2000 y los 3000 msm. Arolla tiene cinco telesquíes y 47 km de pistas de esquí. La famosa esquiadora Chantal Bournissen nació en Arolla.
Arolla Etapa de la mundialmente conocida Haute Route, ruta internacional a gran altura que va Chamonix (Francia) a Zermatt (Suiza). También es punto de partida de varias rutas de esquí.
Los esquiadores de fondo recorren las pistas trazadas del Valais desde diciembre hasta, más o menos, de la Semana Santa. Los recorridos van de Satarma, a lo largo de Arolla, hasta los glaciares bajos de Arolla a lo largo del río Borgne (unos 10 km).

## Enlaces
- Sitio oficial de Arolla
- El tiempo diario en Arolla